# Сива грмуша
Сива грмуша (лат. Sylvia borin) је честа и широко распрострањена мала птица певачица која се гнезди у већем делу Европе и то од Палеарктика до западног Сибира. То је обична, дугачка и дугорепа типична грмуша са смеђим горњим делом и тупо белим доњим делом; полови су слични, а младунци подсећају на одрасле. Његове две подврсте се само незнатно разликују и укрштају се тамо где се њихови ареали преклапају. Због недостатка карактеристичних карактеристика, ова врста се може помешати са бројним другим непругастим грмушама. Богата мелодична песма сиве грмуше слична је песми црнокапе грмуше (Sylvia borin), њеног најближег рођака, која се са њом такмичи за територију када се гнезди у истој шуми.
Преферирано станиште за гнежђење у Евроазији је отворена шума са густим ниским покривачем за гнежђење; упркос енглеском имену, ретко заузима баште као локације за гнежђење. Гнездо се састоји од четири или пет пегавих кремастих или белих јаја. Јаја се полажу у чврсто гнездо у облику шоље, изграђено близу тла и скривено густом вегетацијом. Јаја се инкубирају 11-12 дана. Птиићи су поткрушци, излежу се голи и са затвореним очима, а хране их оба родитеља. Добијају комплетно перје око 10 дана након излегања. Само око четвртине младих птица преживи прву годину. Сива грмуша је јако миграторна врста, зимује у подсахарској Африци. У Африци се користи широк спектар станишта, али затворене шуме и као и Сахел се избегавају. Инсекти су главна храна током сезоне гнежђења, мада воће преовладава када се птице гоје пре миграције, а смокве су посебно омиљене тамо где су доступне. Ове певачице имају мешовиту исхрану од инсеката и воћа на својим афричким зимовалиштима.
Сиву грмушу лове од птица грабљивица копци, као и домаће мачке, а јаја и младунце нападају разни сисари и птице предатори. Сива грмуша је домаћин разним бувама, грињама и унутрашњим паразитима, а домаћин је и обичне кукавице, која паразита легла. Велика и прилично стабилна бројност и огроман ареал распрострањености баштенске грмуше значе да је Међународна унија за заштиту природе класификује као најмање угрожени таксон. Упркос малом паду популације у већем делу њеног европског ареала, распрострањеност птице у гнезђењу се шири ка северу у Скандинавији .

## Таксономија
Род Sylvia, типичне грмуше, део је велике породице грмуша Старог света, Sylviidae. Фосили из Француске показују да род датира најмање 20 милиона година. Сива грмуша и њен најближи рођак, црнокапа грмуша, су древни пар врста који се веома рано одвојио од остатка рода, између 12. и 16. милиона година. Временом су ове две врсте постале довољно сличне да су сврстане у исти подрод, где су обе грмуше у подроду Sylvia, који броји укупно 7 врста. Ове сестринске врсте имају подручје размножавања које се протеже даље на североисток од свих осталих врста Sylvia, осим грмуше чаврљанке (Curruca curruca) и обичне грмуше (Curruca communis).
Верује се да су најближи сродници сиве грмуше изван сестринске групе афричка брдска грмуша и дорнова грмуша.
Сива грмуша је добила своје биномно име Motacilla borin од стране холандског природњака Питера Бодерта 1783. године. Тренутни назив рода потиче од модерног латинског имена silvia, што у преводу значи шумска нимфа, сродно речи silva, што у преводу значи шума. Специфични епитет borin потиче од локалног назива за птицу из области Ђенова у Италији и потиче од латинског bos, што значи во, јер се веровало да сива грмуша прати кретање волова.
У 19. и почетком 20. века постојала је извесна несигурност у погледу тачног ауторитета за ову врсту. Коришћена су различита имена, укључујући Sylvia salicaria Linnaeus 1766, и Sylvia simplex Latham 1787. Збуњујуће, врста је била позната и као Sylvia hortensis Bechstein 1802, где је hortensis специфични епитет западне велике грмуше.‍:218
Постоје две признате подврсте.
- Номинована подврста Sylvia borin borin (Boddaert, 1783) гнезди се у западној, северној и централној Европи до Финске, централне Пољске, западне Мађарске и Босне.
- Sylvia borin woodwardi (Sharpe, 1877), названа по Шарповом сараднику Бернарду Бархаму Вудворду,[17] гнезди се у источној Европи и умереној Азији од истока до западног Сибира .

Прелазне птице се јављају тамо где се признати облици сусрећу и укрштају, а понекад им је додељен статус подврсте, укључујући Sylvia borin kreczmeri у Пољској и Sylvia borin pateffi у Бугарској, али оне нису генерално прихваћене као валидни таксони.

## Опис
Сива грмуша је 14 цм дугачка са 7,6-8,4 цм дужином крила. Тежина је обично 16-22 г, али може бити и до 35,5 г код птица које се спремају за миграцију. То је обична птица са дугим крилима и дугим репом, са горњим делом тела маслинасто-смеђе боје без пруга и тупо белим доњим делом. Има беличасте очи и слабо бледи суперцилијум, а на грлу и боковима је жућкасто-смеђа боја. Око је црно, ноге су плавичасто-сиве, а снажан кљун има сиву горњу и блеђу сиву доњу мандибулу. Мужјак и женка се не разликују по спољашњем изгледу, укључујући и величину. Млади имају ређе перје од одраслих, са блеђим и сивим горњим делом и жућкастим тоном доњег дела тела. Источна подврста Sylvia borin woodwardi је нешто већа и блеђа од номиналне подврсте са сивљом нијансом на горњем делу тела и бељим доњим делом. Подврсте је тешко визуелно разликовати тамо где се јављају заједно у Африци, али дужина крила већа од 80 мм потврђује Sylvia borin woodwardi када су птице ухваћене у замку.
Једноставан изглед сиве грмуше значи да се може помешати са неколико других врста. Краткокрили вољић (Hippolais polyglotta) и жути вољић (Hippolais icterina) обично имају дуге кљунове и жућкастију нијансу перја. Вољић чизмар (Iduna caligata) је сличне боје, мада је мањи, нежније грађен и има кљун боје коже. Западни сиви вољић (Iduna opaca) и сиви вољић (Iduna pallida) су такође релативно мале и имају бела спољна пера на репу, као и ружичасти кљун. Младе пиргасте грмуше (Curruca nisoria), којима недостаје очигледна пругастост одраслих, много су веће од сивих грмуша и имају бледу двоструку пругу на крилима.
Младунци сиве грмуше имају делимично митарење, које углавном захвата перје тела између јуна и септембра пре миграције. Одрасле јединке такође имају слично, али понекад и обимније, делимично митарење крајем лета, а потпуно митарење у својим афричким подручјима зимовања пре повратне миграције.

### Оглашавање
Мужјакова песма, коју обично изводе птице у густом жбуњу, је богато музичко цвркутање које се обично изводи у налетима од неколико секунди, али понекад и дуже. Песма се може помешати са песмом црнокапе грмуше, иако је у поређењу са том врстом нешто нижег тона, мање је подељена на одвојене сегменте песме и блажа. Обе врсте имају тиху подпесму пригушену верзију пуне песме, коју је много теже раздвојити. Најчешће оглашавање сиве грмуше је оштар "кек-кек", који се брзо понавља када је птица узнемирена. Понекад се чује и тихо, шуштаво "чур-р-р-р" које подсећа на основно оглашавање обичне грмуше. Младунче има вокализацију "quia" као алармно оглашавање. Подпев се може чути на зимовницима у Африци, развијајући се у пуну песму у марту и априлу пре повратка у Европу.

## Распрострањеност и станиште
Сива грмуша се гнезди у већем делу Европе између 12-28 °C изоlinija и источно преко умерене Азије до реке Јенисеј у Сибиру. Њен ареал се протеже даље на север него било која друга Sylvia грмуша. Све популације су миграторне, зимују у подсахарској Африци чак до Јужне Африке на југу. Птице из централне Европе у почетку мигрирају ка југозападу, преоријентишећи се ка југу или југоистоку када стигну у Африку, мада скандинавски мигранти могу кренути ка југу преко Алпа и преко Средоземног мора. Sylvia borin woodwardi стиже до Африке источнијим путем, а многе птице прелазе преко Арабијског полуострва. Када сиве грмуше прелазе Сахару, лете ноћу, одмарајући се непомично и без хране у одговарајућој хладовини током дана. Током свог путовања, могу да метаболишу не само телесне масти већ и до 19% мишића груди и ногу и 39% дигестивног тракта. Многе птице се након преласка пустиње заустављају на неколико дана да се хране пре него што наставе даље на југ.
Номинована подврста се јавља у западним и централним деловима подручја где зимује, мада се неке птице јављају чак до Кеније. Sylvia borin woodwardi зимује у источној и јужној Африци. Кретања у Африци су слабо позната, иако се барем неке птице враћају на исту локацију у наредним годинама. Постоји само неколико записа о птицама забележеним у Европи зими, са Корзике, из Велике Британије и Ирске. Пролећне миграционе руте су слабо познате, али изгледа да иду директно преко Средоземног мора. Ова птица певачица се појавила као луталица у Авганистану, Џибутију, Исланду, Сао Томеу и Принципу, Сомалији, Јемену, Свалбарду, Јан Мајену и Мадеири.
Станиште за гнежђење сивее грмуше су отворена подручја са густим жбуњем, укључујући шипражје и ивице шума. Пожељна су сеновита подручја и жбунасто или зељасто растиње, као и шуме поред река или трске; у Ирској фаворизује шипражје на обалама малих језера. Толеранција на врбу, јову и брезу омогућава јој да се гнезди северније и на већим надморским висинама него било која друга европска врста грмуше из породице Sylvia. Избегавају се зрели четинари и густе плантаже, мада су младе плантаже четинара са густим подрастом погодне за гнежђење. Упркос свом имену, није баштенска птица. У Африци се користи широк спектар станишта са дрвећем, мада се затворене шуме и сушна подручја поново избегавају. Ова грмуша се јавља на надморској висини до 2.600 м у одговарајућим планинским шумама, иако се у Источној Африци обично налази на нижој надморској висини од црнокапе грмуше и у влажнијим подручјима од обичне грмуше.

## Понашање

### Гнежђење
Сиве грмуше се први пут размножавају када напуне годину дана и углавном су моногамне, мада мужјак понекад може одступити од овога. Када се мужјаци врате у своја подручја за гнежђење, они успостављају територију. Sylvia грмуше су необичне по томе што енергично бране своје територије од других врста у свом роду, као и од јединки истог рода. Црнокапе грмуше и сиве грмуше користе идентичне навике у истим шумама, али агресивне интеракције значе да се њихове територије никада не преклапају. Сличне песме су карактеристика Sylvia грмуша као групе, и сугерисано је да то подстиче међуврстну конкуренцију и помаже у одвајању територија између сродних врста. Међутим, на основу каснијих студија, чини се вероватнијим да је сегрегација симпатричних врста, осим црнокапе грмуше и сиве грмуше, последица суптилних разлика у преференцијама станишта, а не међуврсне агресије. Типично постоји 3–9 територија по хектару, али у примарном станишту, као што су влажне шуме врбе или брезе или млади листопадни поновни раст, може бити више од 10 парова по хектару. Појединачне територије су сличне величине као и територије црнокапих грмуша, са 0,2-0,76 хектара.
Мужјак сиве грмуше привлачи женку на своју територију песмом и брзим махањем крила док седи. Такође ће изградити неколико једноставних гнезда да би их показао својој партнерки, мада ће она ретко завршити структуру, обично почињући испочетка. Гнездо је скривено у вегетацији, чија природа зависи од локалне доступности. Врсте купине се обично користе у умереним регионима, док врба преовлађује у алпским долинама. Понекад, посебно код коприва, гнездо може бити изграђено око неколико вертикалних стабљика, на начин као код трстењака цвркутића. Гнездо је обично између 0,3-1,2 м изнад земље, а врло ретко више од 2 м. Гнездо је чаша од суве траве, маховине и гранчица, са меком подлогом од финијег биљног материјала или длаке. Веће је и теже од гнезда црнокапе грмуше, у просеку 8,3 цм високо и 11,2 цм широко са шољом 5,5 цм дубоко и 6,3 цм широко.
Прва јаја се полажу крајем априла у јужној Немачкој, почетком маја у северозападној Европи и крајем маја у Финској. Сезона је продужена, а неке птице се гнезде чак и у јулу. Гнездо се обично састоји од четири или пет јаја (од два до шест), која су обично беличаста или жућкаста са сивим, љубичастим и смеђим мрљама. Просечна величина јајета је 20 мм x 15 мм и тежи 22 г, од чега је 6% љуска. Јаја се инкубирају 11-12 дана од стране оба родитеља, мада само женка остаје на гнезду ноћу. Птићи су поткрушци, излежу се голи и са затвореним очима, а хране их оба родитеља. Добијају комплетно перје око 10 дана након излегања (распон 9–12), напуштајући гнездо непосредно пре него што буду способни да лете. Помаже им се са храњењем још две недеље, а породица може остати заједно још неколико дана након тога. Кратко време инкубације и летења може бити резултат притиска предатора, брзог развоја птића који им омогућава да што раније напусте рањиво гнездо, чак и док су још увек неспособни да лете. Ово избегава могући губитак целог легла, али значи да одрасли морају да обезбеђују храну младунцима током значајног периода док не буду могли сами да се сналазе. Једно легло годишње је нормално, мада је познато и неколико других гнежђења.
Миграција сивих грмуша ка југу почиње средином јула, са већим бројем који одлази у августу и достиже врхунац почетком септембра. Већина одраслих јединки сивих грмуша је отишла до средине септембра, мада се младе јединке могу задржати још месец дана.
У просеку, нешто више од 50% парова који се размножавају успешно је у производњи барем једног младунца из гнезда, при чему су рано размножавање и ниска густина популације фактори који повећавају успех. У Великој Британији, више од 50% неуспеха је последица предатора, а око 30% је резултат несташице хране по лошем времену. Годишња стопа преживљавања је око 50% за одрасле и 26% за младе јединке у првој години. Типичан животни век је две године, али једна птица у Шведској је живела до десет година и две месеца. Много веће старости, до 24 године година, забележени су код сивих грмуша у заточеништву.

### Храњење
Сива грмуша се храни углавном инсектима током сезоне парења, мада се једу и други мали бескичмењаци попут паука. Свој плен лови на лишћу и гранчицама, а понекад лебди у ваздуху да би то урадила. Обично се храни на мање од 6 м изнад земље. Након гнежђења, долази до генетски контролисаног преласка на воћну исхрану, иако се инсекти и даље јако важни у исхрани и конзумирају се док се птице гоје пре миграције; птице брже добијају на тежини из исхране која садржи и воће и инсекте него само воће. Сиве грмуше конзумирају бобичасто и друго меко воће, а смокве су посебно важне за птице које се спремају за миграцију. Ова склоност доводи до италијанског beccafico (грмуша смоква) и португалског felosa-das-figueiras (грмуша смоква) као имена за ову врсту. На овој исхрани птица може брзо да добије на тежини, а јетра повећава брзину којом производи масне киселине за складиштење у масном ткиву.
У Африци, сива грмуша једе инсекте као и бобице, а плодови интродуковане шпанске заставице су омиљени тамо где их има. Повећање телесне масе се поново јавља пре миграције ка северу, птице се гоје још брже него пре путовања ка југу. Већина унутрашњих органа (укључујући јетру, слезину, црева, бубреге и срце) и мишићи за лет губе на тежини током путовања преко Сахаре, иако се тестиси учетворостручују у маси у припреми за сезону парења. За разлику од врста које живе у сушнијим стаништима, попут обичне грмуше, они напуштају савану, а не и Сахел даље на северу.
Воће обично једе птица која седи на дрвету, мада постоји запис о плоду дуда који је ухваћен у лету. Сиве грмуше се често хране јединкама истог типа и другим врапчаркама које једу воће. Преко 35 биљних врста је забележено као храна за сиву грмушу само у централној Европи, а многе додатне врсте се конзумирају у медитеранском региону и на афричким зимовалиштима.

## Предатори и паразити
Главни предатори сиве грмуше су копци и домаће мачке. Неки соколови ће такође ловити одрасле јединке, а морски соко лови сивуу грмушу и многе друге мале врапчарке док мигрирају преко Средоземног мора. Креје и свраке једу јаја и младунце сивих грмуша, као и сисари попут велике ласице, мале ласица и веверица. Сива грмуша је домаћин обичне кукавице, која паразитира на леглу. Црнокапа грмуша има много нижи ниво паразитизма од свог сродника јер се  често одбацује кукавичје јаје.
Спољашњи паразити сиве грмуше укључују буве (Ceratophyllus gallinae) и (Dasypsyllus gallinulae) и грињу (Syringophilopsis borini), названу по свом домаћину. Две врсте протозојских паразита из рода Isospora јављају се код баштенских грмуша, Isospora sylvianthina и Isospora sylviae . Узорци са две локације показали су ниво инфекције изнад 74% и 28% респективно за обе врсте. Обим инфекције не утиче на телесну масу птице или количину телесне масти. Три соја још једног протозоана, Haemoproteus parabelopolskyi, налазе се само код сиве грмуше и формирају монофилетску групу. Седамнаест додатних чланова те групе налази се само код црнокапе грмуше, а још три се јављају код афричке брдске грмуше, што подржава заједничко порекло ове три врсте птица.

## Статус
Сива грмуша има веома велики распон од 9.650.000.км² , а његова популација у Европи се процењује на 17–31 милиона гнездећих парова. Узимајући у обзир птице које се гнезде у Азији, укупна популација је између 54 и 124 милиона јединки. Нема доказа о озбиљном смањењу бројности, па је Међународна унија за заштиту природе класификовала ову врсту као најмање угрожени таксон.
Дошло је до благог пада броја у Европи од 1980. године, иако скандинавска популација расте. Изгледа да климатске промене утичу на образац миграције сиве грмуше и црнокапе грмуше. Обе врсте стижу у Европу раније него пре, а црнокапе грмуше и младе (али не и одрасле) сиве грмуше одлазе скоро две недеље касније него 1980-их. Птице обе врсте имају дужа крила и лакше су него у прошлости, што указује на дужу миграцију како се подручје гнежђења шири ка северу.

## У култури
У својој Историји животиња, Аристотел је сматрао да се сива грмуша на крају метаморфозирала у црнокапу грмушу. Композитор Оливије Месијан је користио песму сиве грмуше као основу за своју соло клавирску композицију из 1971. године „La fauvette des jardins“, а наслов је француски назив врсте. Његова Турангалила-симфонија, значајно дело инспирисано легендом о Тристану и Изолди, има сцену летње баште као свој шести став. Ово садржи песму сиве грмуше, заједно са песмама славуја и коса.
Сива грмуша је цењена као гастрономски деликатес у медитеранским земљама. Француски епикуреј Жан Антелм Брија-Саварен рекао је да је сива грмуша, када се скува попут виноградске стрнадице, „да је величине фазана, вредела би хектар земље“. Италијанско јело од пуњених сардина , sarde a beccafico, добило је име по наводној сличности са куваним птицама, познатим у тој земљи као beccafico, што значи „смоква грмуша“.
Стара имена за сиву грмушу, као што су "strawsmear", "small straw" и "haychat", често су изведена из њеног избора материјала за гнежђење, иако је најчешћи енглески народни назив био „pettychaps“. Ова имена су често делила са другим грмушама, укључујући црнокапу грмушу, обичну грмушу и обичног звиждака.